# Greenea secunda
Greenea secunda là một loài thực vật có hoa trong họ Thiến thảo. Loài này được (Griff.) Craib mô tả khoa học đầu tiên năm 1932.